# Wang Youping
Wang Youping (chiń. 王幼平; ur. 15 sierpnia 1910, Huantai – zm. 28 marca 1995) – chiński dyplomata. Ambasador w siedmiu krajach i wiceminister spraw zagranicznych Chin.

## Życiorys
Wang przyłączył się w 1931 roku do Armii Czerwonej. W kwietniu 1931 został członkiem Komunistycznej Partii Chin i uczestniczył w Długim Marszu. W armii służył do czasu powstania ChRL. W listopadzie 1949 zaczął pracować w ministerstwie spraw zagranicznych ChRL. Był pierwszym ambasadorem Chin w czterech krajach: Rumunia, Norwegia, Kambodża (czerwiec 1969 – sierpień 1974) i Malezja (styczeń 1975 – kwiecień 1977), a także ambasadorem na Kubie, w Wietnamie (wrzesień 1958 – marzec 1961) i w Związku Radzieckim (sierpień 1977 – lipiec 1979). W marcu 1952 uczestniczył w drugim Narodowym Kongresie Albańskiej Partii Pracy jako reprezentant KPCh. Od września do grudnia 1979 zajmował stanowisko wiceministra spraw zagranicznych. W tym czasie dwukrotnie przewodził chińskiej delegacji do Moskwy w randze Specjalnego Reprezentanta rządu chińskiego. Uczestniczył tam w negocjacjach dotyczących wzajemnych relacji chińsko-sowieckich. Od grudnia 1981 do kwietnia 1982 zajmował stanowisko doradcy ministra spraw zagranicznych.